# Siphonolaimus granulatus
Siphonolaimus granulatus is een rondwormensoort uit de familie van de Siphonolaimidae.